# Distretto di Moyo
Il distretto di Moyo è un distretto dell'Uganda, situato nella Regione settentrionale.